# Ouargha
Ouargha (även Ouergha, Ouerrha) är en flod i Marocko. Den utgör sydgränsen för Rifbergen och Jebala-området. Ouargha är en biflod till Sebou-floden, och flyter genom samhällena Jorf El Melha och Douar Zouayed.